# Ametroproctus oresbios
Ametroproctus oresbios är en kvalsterart som beskrevs av Harold G. Higgins och Tyler A. Woolley 1968. Ametroproctus oresbios ingår i släktet Ametroproctus och familjen Ametroproctidae. Inga underarter finns listade i Catalogue of Life.